# Cremastocheilus academicus
Cremastocheilus academicus är en skalbaggsart som beskrevs av Jan Krikken 1982. Cremastocheilus academicus ingår i släktet Cremastocheilus och familjen Cetoniidae. Inga underarter finns listade i Catalogue of Life.